# 18e étape du Tour d'Italie 1998
Pour un article plus général, voir Tour d'Italie 1998.
La 18e étape du Tour d'Italie 1998 a lieu le 3 juin 1998 entre Selva di Val Gardena et Alpe di Pampeago (Latemar). Elle est remportée par Pavel Tonkov.

## Récit
Pavel Tonkov remporte cette étape de haute montagne devant le Maillot Rose Marco Pantani, deuxième comme la veille. Alex Zülle ne perd que 57 secondes sur les deux hommes et reste donc en course pour la victoire finale en prévision du dernier contre-la-montre.

## Classement de l'étape
| \| 1. \| Pavel Tonkov \| \| Mapei-Bricobi \| en \| \| \| 2. \| Marco Pantani \| \| Mercatone Uno \| + \| 1 s \| \| 3. \| Nicola Miceli \| \| Riso Scotti \| \| 44 s \| |               |  |               |    |      |
| 1. | Pavel Tonkov  |  | Mapei-Bricobi | en |      |
| 2. | Marco Pantani |  | Mercatone Uno | +  | 1 s  |
| 3. | Nicola Miceli |  | Riso Scotti   |    | 44 s |

## Classement général
| \| 1. \| Marco Pantani \| \| Mercatone Uno \| en \| \| \| 2. \| Pavel Tonkov \| \| Mapei-Bricobi \| + \| 27 s \| \| 3. \| Giuseppe Guerini \| \| Polti \| \| 1 min 47 s \| \| 4. \| Alex Zülle \| \| Festina \| \| 2 min 08 s \| |                  |  |               |    |            |
| 1. | Marco Pantani    |  | Mercatone Uno | en |            |
| 2. | Pavel Tonkov     |  | Mapei-Bricobi | +  | 27 s       |
| 3. | Giuseppe Guerini |  | Polti         |    | 1 min 47 s |
| 4. | Alex Zülle       |  | Festina       |    | 2 min 08 s |